# 尼康D2X
尼康D2X是尼康于2004年9月16日推出的一款1240万像素的数码单镜反光相机。

## 尼康D2Xs
尼康 D2Xs是一部尼康生產的數位單鏡反光相機，於2006年6月推出市面，像素為1240萬像素，是當時的高像素專業級CMOS數位單鏡反光相機，具有11個對焦點。

### 規格
- 感光元件使用CMOS，有效像素為1240萬像素，最大的解像度是4,288 x 2,848
- 對焦系統使用尼康Nikon Multi-CAM2000 ，支援AF和AF-F對焦模式。
- 支援三種曝光模式，光圈先決（A）、快門先決（S）、手動曝光（M）。
- 快門速度為1/8000至30秒，每秒2-9幅連拍，支援B快門，感光度支援範圍由ISO 100至ISO 800，並能在增幅模式下達到HI-0.3、HI-0.5、HI-0.7、HI-1、HI-2。
- 2.5吋（230,000像素）低溫多晶矽TFTLCD，顯示屏連光度調控熒光幕，視野率為100%。
- 使用CF Type I/II
- 機身重量為1070克，體積為158x150x86公釐。